# Národní zdravotní výbor Čínské lidové republiky
Národní zdravotní výbor Čínské lidové republiky (čínsky v českém přepisu Čung-chua žen-min kung-che-kuo Kuo-ťia wej-šeng ťien-kchang wej-jüan-chuej, pchin-jinem Zhōnghuá Rénmín Gònghéguó Guójiā Wèishēng Jiànkāng Wěiyuánhuì, znaky 中华人民共和国国家卫生健康委员会) je orgán na úrovni ministerstva v Čínské lidové republice podřazený Státní radě, který je zodpovědný za hygienu a zdravotnictví.
Vznikl 19. března 2018 jako náhrada Národního výboru pro zdravotnictví a pro plánování rodiny. Sídlí v Pekingu. K roku 2020 jej řídí ministr Ma Siao-wej.